# Compagnia di San Giorgio
Il nome compagnia di San Giorgio si riferisce a tre compagnie di ventura attive nell'Italia medievale nel corso del XIV secolo.

## La prima Compagnia di San Giorgio di Lodrisio Visconti
Una prima compagnia con questo nome fu fondata nel 1339 da Lodrisio Visconti; esiliato dalla sua città natale, Milano, egli la costituì nel tentativo di spodestare i suoi cugini Azzone e Luchino.
La compagnia del signore del Seprio, titolo usurpato da Lodrisio, contava più di 6.500 uomini ed era composta da milizie mandate da Mastino II della Scala, signore di Verona, e da Calcino Tornielli, signore di Novara, oltre che da mercenari tedeschi come Konrad von Landau e Werner von Hurslingen, svizzeri e grigionesi.
Nel febbraio 1339 Lodrisio mosse guerra ed invase il territorio milanese, penetrando da nord con la sua Compagnia. L'incontro con la resistenza delle milizie cittadine mobilitate da Luchino fu all'origine della battaglia di Parabiago.
Si dice che, avendo i due eserciti le stesse insegne Viscontee, per distinguersi dagli "ambrosiani" gridassero "Rithband Heinrich" (Cavalleria di Enrico).
L'armata di Lodrisio, dopo aver accarezzato il successo, fu duramente sconfitta dall'esercito di Milano guidato da Luchino, che ebbe ragione della compagnia grazie ad un decisivo intervento di 700 cavalieri guidati dall'esule bolognese Ettore da Panigo. La Compagnia di San Giorgio subì circa 4.500 perdite tra i propri ranghi, che ne causarono la dispersione, e lo stesso Lodrisio fu catturato. Il nucleo maggiore dell'armata, guidato da Vione Squilletti, si diede a razzie: occuparono quella zona a sud di Milano che in seguito si chiamerà Morivione e vi rimasero fino alla data del 24 aprile 1339, quando Luchino Visconti diede loro battaglia e li sconfisse, decretandone il definitivo scioglimento. In quell'occasione, il loro capo fu catturato e giustiziato il giorno stesso, un episodio da cui viene fatto derivare il nome stesso dell'odierno quartiere meneghino, ovvero Qui morì Vione, che divenne poi Morivione.

## La seconda Compagnia di San Giorgio di Ambrogio Visconti
Qualche tempo dopo, un altro Visconti, Ambrogio, figlio naturale di Bernabò, in cerca di fortuna, radunò a Pisa nel 1365 una schiera di avventurieri inglesi che chiamò Compagnia di San Giorgio e che si disperse dopo una sconfitta subita sul Tronto. 

Ambrogio la ricostituì nel 1372, ma due anni dopo fu distrutta in una sommossa del bergamasco, nella quale Ambrogio Visconti rimase ucciso. 

Militò in essa anche Giovanni d'Azzo degli Ubaldini.

## La terza Compagnia di San Giorgio di Alberico da Barbiano

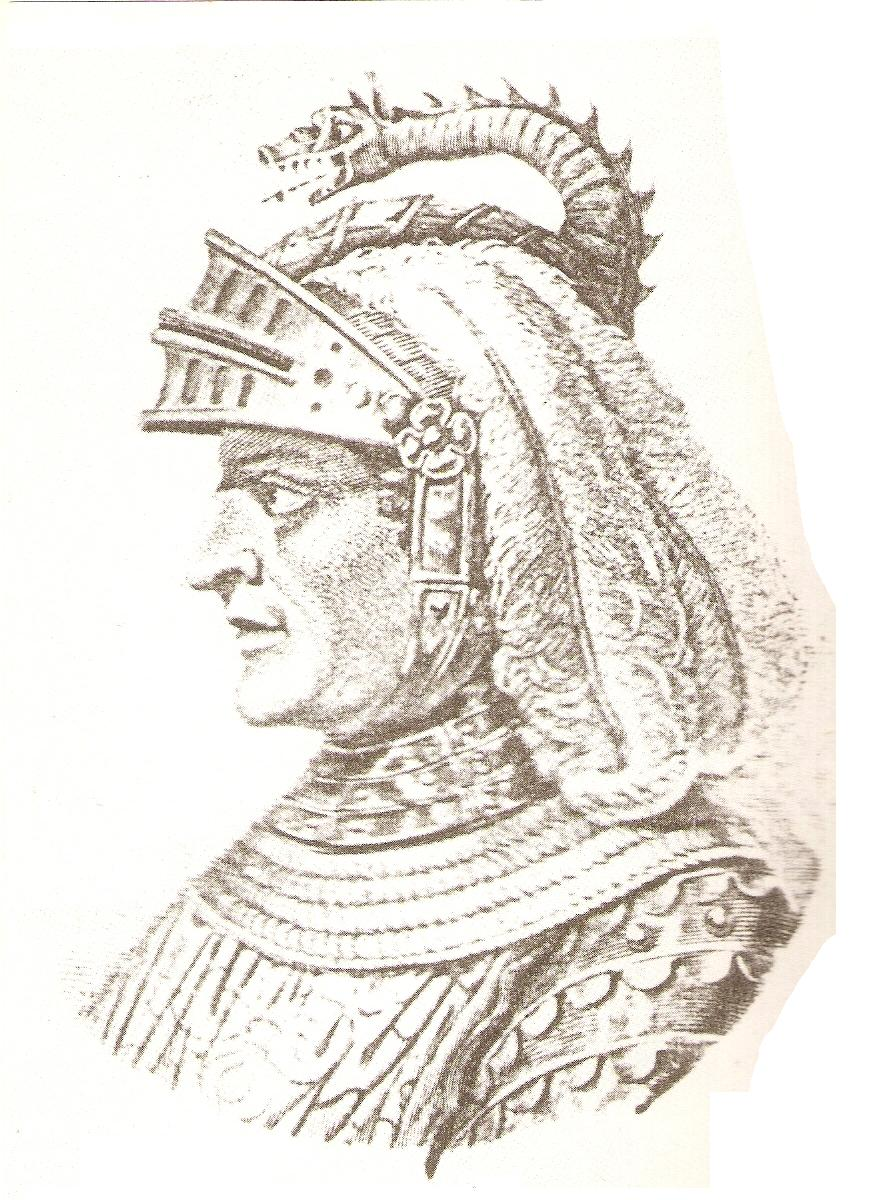
Alberico da Barbiano

La più famosa delle tre è quella fondata nel 1377 da Alberico da Barbiano.
Militarono in questa celebre compagnia molti valorosi combattenti, come Muzio Attendolo Sforza, Braccio da Montone, Jacopo Caldora, Ugolotto Biancardo, Jacopo dal Verme, Facino Cane, Guido d'Asciano, Ottobuono de' Terzi e Ceccolino Michelotti.
In un'epoca nella quale soldati stranieri erano presenti in tutta la penisola, della Compagnia di San Giorgio potevano far parte, invece, solo combattenti italiani: i soldati giuravano infatti di "essere perpetui nemici degli stranieri e dei barbari".
Il motivo di questa scelta non è ancora molto chiara, ma si pensa che Alberico da Barbiano fosse rimasto disgustato dalla nefandezza e dall'atrocità dei mercenari stranieri di John Hawkwood (Giovanni Acuto) durante la presa di Cesena del 1377 ed avesse deciso, perciò, di abbandonare la compagnia e di formarne una propria, costituita da soli italiani.
Con la compagnia aiutò Papa Urbano VI contro l'antipapa Clemente VII, sconfiggendo i Bretoni a Marino nel 1379, motivo per cui fu creato cavaliere e omaggiato di un'insegna col motto "Italia liberata dai barbari". In seguito, con l'aiuto di Carlo d'Angiò-Durazzo, gli fu facilitata la conquista del Regno di Napoli, insieme con Giovanni Acuto che lo sostenne contro Luigi d'Angiò sceso in Italia per scacciarlo; ciò lo portò all'ottenimento dell'onorificenza di Gran Connestabile del Regno.